# Günter Lenz (Politiker)
Günter Lenz (* 26. Juli 1959 in Hannover) ist ein deutscher Politiker (SPD) und ehemaliger Betriebsratsvorsitzender von Volkswagen Nutzfahrzeuge (1998–2007). Von März 2003 bis Juni 2007 war er Mitglied des Niedersächsischen Landtags. Weiterhin ist er Mitglied der IG Metall. Er ist verheiratet,  hat zwei Kinder und lebt in Resse.

## Ausbildung und Beruf
Nach dem Besuch des Gymnasiums machte Lenz eine Ausbildung bei Volkswagen in Hannover zum Werkzeugmacher. Nach 15-monatigem Grundwehrdienst absolvierte er 1985 seine Meisterprüfung und schloss 1991 ein Studium zum Betriebswirt ab. Zwischen 1982 und 1995 nahm er an einem berufsbegleitenden Weiterbildungsstudium in Arbeitswissenschaften an der Universität Hannover teil. Im Jahr 1998 wurde er zum Betriebsratsvorsitzenden der Volkswagen Nutzfahrzeuge AG in Hannover gewählt. Am 17. Juli 2007 legte er alle Ämter bei Volkswagen, aufgrund  seiner Verstrickung in die Affäre mit Prostituierten, nieder. Sein Nachfolger als BR-Vorsitzender wurde am 29. August 2007 sein bisheriger Stellvertreter Heinrich Söfjer.

## Politik
Seit 1982 ist Lenz Mitglied der SPD. Seit 1989 ist er Vorsitzender des Bezirksvorstandes Hannover der Arbeitsgemeinschaft für Arbeit der SPD. Im März 2003 wurde Lenz über die Landesliste in den Niedersächsischen Landtag gewählt. Lenz legte im Juni 2007 sein Landtagsmandat nieder.

## VW-Korruptionsaffäre
Nach der Verurteilung des ehemaligen Bundestagsabgeordneten Hans-Jürgen Uhl im Rahmen der VW-Korruptionsaffäre geriet er in seiner Funktion als SPD-Landtagsabgeordneter zunehmend unter Druck. Zuvor hatte der frühere VW-Personalmanager Klaus-Joachim Gebauer im Prozess gegen den Ex-SPD-Bundestagsabgeordneten Hans-Jürgen Uhl erklärt, Lenz habe mehrmals auf VW-Kosten die Dienste von Prostituierten genutzt. Das Strafverfahren gegen Lenz wurde gegen eine Zahlung von 11.250 Euro eingestellt; 